# Bon Jovi/Auszeichnungen für Musikverkäufe

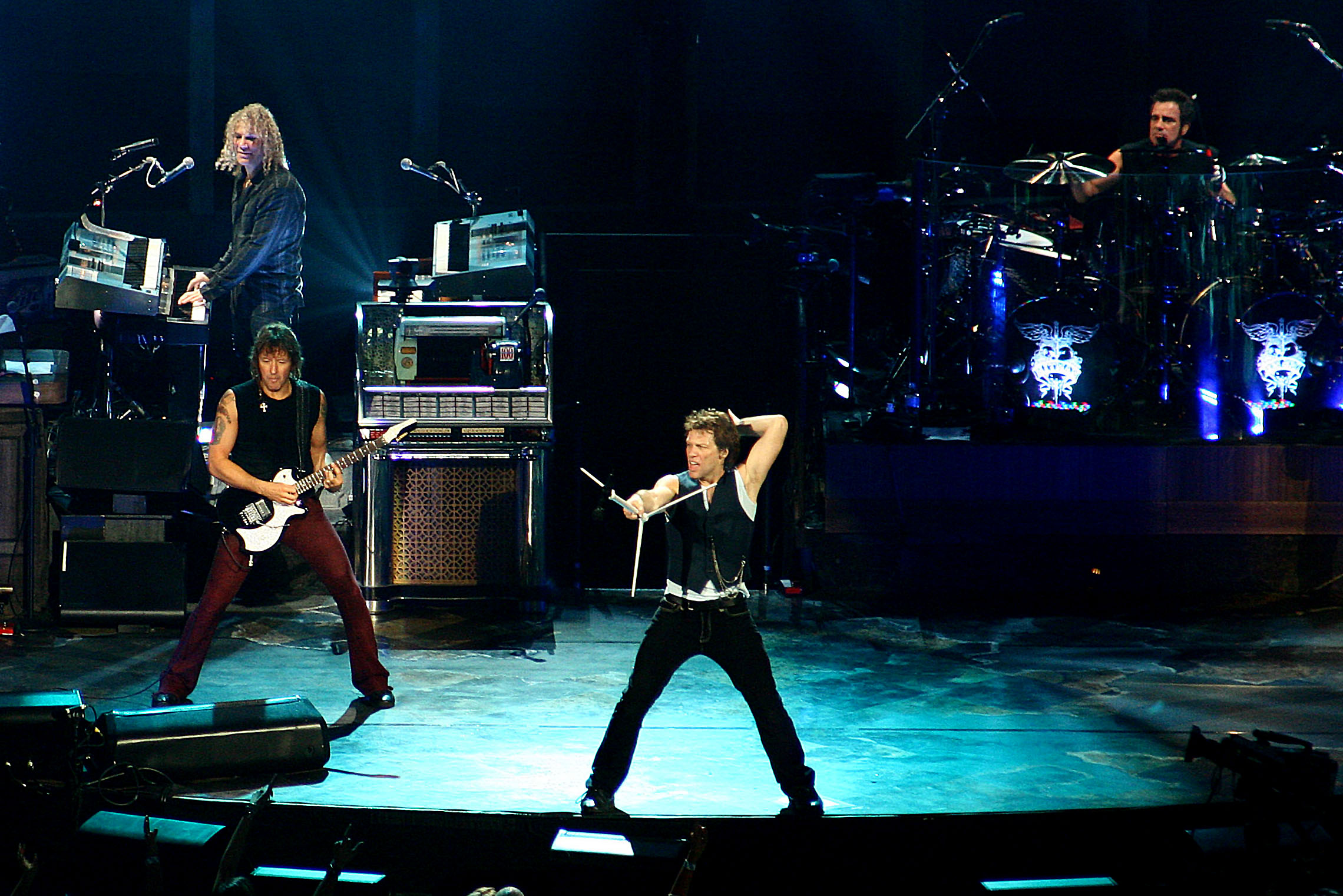
Bon Jovi (2007)

Dies ist eine Übersicht über die Auszeichnungen für Musikverkäufe der US-amerikanischen Rock-Musikgruppe Bon Jovi. Die Auszeichnungen finden sich nach ihrer Art (Gold, Platin usw.), nach Staaten getrennt in chronologischer Reihenfolge, geordnet sowie nach den Tonträgern selbst, ebenfalls in chronologischer Reihenfolge, getrennt nach Medium (Alben, Singles usw.), wieder.

## Auszeichnungen
| - Frankreich - 2000: für die Single It’s My Life - Portugal - 2004: für das Videoalbum This Left Feels Right - Vereinigtes Königreich - 2001: für das Album One Wild Night Live 1985–2001 - 2013: für das Album Bon Jovi - 2013: für das Album 7800° Fahrenheit - 2013: für das Album What About Now - 2017: für das Album This House Is Not For Sale - 2022: für die Single Bad Medicine - 2023: für die Single Runaway - 2025: für die Single I’ll Be There for You - 2025: für die Single In These Arms - Argentinien - 1993: für das Album Keep the Faith - 2001: für das Album One Wild Night Live 1985–2001 - 2004: für das Album Bounce - Australien - 1995: für die Single This Ain’t a Love Song - 2000: für die Single Say It Isn’t So - 2002: für die Single Everyday - 2002: für das Album Bounce - 2004: für das Videoalbum This Left Feels Right - 2007: für das Album Lost Highway - 2009: für das Album The Circle - 2013: für das Album What About Now - 2017: für das Album This House Is Not For Sale - 2023: für die Single Born to Be My Baby - 2023: für die Single I’ll Sleep When I’m Dead - 2023: für die Single Lie To Me - 2023: für die Single Runaway - 2023: für die Single Something For The Pain - 2023: für die Single Thank You For Loving Me - 2023: für die Single We Weren’t Born to Follow - Belgien - 1995: für das Album These Days - 2001: für das Album One Wild Night Live 1985–2001 - 2002: für das Album Bounce - 2010: für das Album Greatest Hits - Brasilien - 2000: für das Album Crush - 2001: für das Album One Wild Night Live 1985–2001 - 2003: für das Album Bounce - 2005: für das Album Have a Nice Day - 2005: für das Videoalbum The Crush Tour - 2005: für das Videoalbum Live From London - 2006: für das Videoalbum This Left Feels Right - 2012: für das Album Greatest Hits - 2012: für das Videoalbum Greatest Hits: The Ultimate Video Collection - 2024: für die Single It’s My Life - 2024: für die Single I’ll Be There for You - 2024: für die Single Misunderstood - 2024: für die Single Because We Can - 2024: für die Single You Give Love a Bad Name - Dänemark - 1993: für das Album Keep the Faith - 2000: für das Album Crush - 2020: für das Album This Left Feels Right - Deutschland - 1995: für das Album These Days - 2001: für das Album One Wild Night Live 1985–2001 - 2009: für das Album The Circle - 2013: für das Album What About Now - 2023: für die Single You Give Love a Bad Name - 2023: für die Single Bed of Roses - 2025: für die Single Runaway - Finnland - 1993: für das Album Keep the Faith - 2010: für das Album Greatest Hits - Frankreich - 1993: für das Album Keep the Faith - 2000: für das Album Crush - Griechenland - 2006: für das Album Have a Nice Day - Hongkong - 1988: für das Album Slippery When Wet - 1989: für das Album Bon Jovi - Indonesien - 2010: für das Album Greatest Hits - Irland - 1993: für das Album Keep the Faith - 2007: für das Album Lost Highway - Italien - 1989: für das Album New Jersey - 2022: für das Album Slippery When Wet - Japan - 2003: für das Album This Left Feels Right - 2007: für das Album Lost Highway - 2009: für das Album The Circle - 2009: für die Single It’s My Life (Mobile Downloads) - 2010: für das Album Greatest Hits - 2012: für die Single It’s My Life (Downloads) - Kanada - 1987: für das Album Bon Jovi - 1987: für die Single You Give Love a Bad Name - 1987: für die Single Livin’ on a Prayer - 1990: für das Videoalbum New Jersey: The Videos - 2001: für das Album One Wild Night Live 1985–2001 - 2004: für das Album This Left Feels Right - 2013: für das Album What About Now - Mexiko - 1999: für das Album Keep the Faith - Neuseeland - 1993: für das Album Keep the Faith - 1995: für das Album These Days - 2007: für das Album Lost Highway - 2008: für das Videoalbum Lost Highway: The Concert - 2021: für die Single Bed of Roses - 2022: für die Single Bad Medicine - Niederlande - 1994: für die Single Always - 2000: für die Single It’s My Life - 2002: für das Album Bounce - Norwegen - 1987: für das Album Slippery When Wet - 1993: für das Album Keep the Faith - 2000: für das Album Crush - Österreich - 1994: für die Single Always - 2001: für das Album One Wild Night Live 1985–2001 - 2002: für das Album Bounce - 2004: für das Album This Left Feels Right - 2015: für das Album Burning Bridges - 2016: für das Album This House Is Not For Sale - Philippinen - 2000: für das Album Crush - Polen - 1996: für das Album Cross Road - 2000: für das Album Crush - 2010: für das Album Greatest Hits - Portugal - 2000: für das Album Crush - Russland - 2007: für das Album Lost Highway - 2011: für die Single Always - Schweden - 1988: für das Album New Jersey - 1994: für die Single Always - 2011: für das Album Greatest Hits - Schweiz - 1990: für das Album Bon Jovi - 1995: für die Single Always - 1998: für das Album New Jersey (Phonogram/PolyGram) - 2003: für das Album This Left Feels Right - 2009: für das Album The Circle - 2011: für das Album Greatest Hits - Singapur - 2020: für das Album Slippery When Wet - Spanien - 2003: für das Album Bounce - 2004: für das Album This Left Feels Right - 2005: für das Album Have a Nice Day - 2007: für das Album Lost Highway - 2024: für die Single Bed of Roses - 2024: für die Single Runaway - Tschechien - 2000: für das Album Crush - Ungarn - 2000: für das Album Cross Road - 2000: für das Album Crush - 2007: für das Album Lost Highway - 2010: für das Album Greatest Hits - Uruguay - 2001: für das Album Crush - Vereinigte Staaten - 1993: für das Videoalbum Keep the Faith: The Videos - 1993: für das Videoalbum Access All Areas: A Rock & Roll Odyssey - 1995: für das Videoalbum Cross Road: The Videos - 1996: für das Videoalbum Live From London - 2003: für das Album Bounce - 2004: für das Album 100,000,000 Bon Jovi Fans Can’t Be Wrong - 2006: für die Single Have a Nice Day - 2010: für die Single (You Want to) Make a Memory - 2010: für das Album The Circle - 2015: für die Single Always (Digital) - 2024: für das Album This Left Feels Right - Vereinigtes Königreich - 2002: für das Album Bounce - 2005: für das Album Have a Nice Day - 2007: für das Album Lost Highway - 2009: für das Album The Circle - 2013: für das Videoalbum Lost Highway: The Concert - 2013: für das Videoalbum Live at Madison Square Garden - 2023: für die Single Bed of Roses | - Frankreich - 1996: für das Album These Days - Argentinien - 2000: für das Album Crush - 2001: für das Videoalbum Live From London - Australien - 1990: für das Videoalbum New Jersey: The Videos - 1995: für das Album These Days - 2000: für das Album Crush - 2004: für das Videoalbum The Crush Tour - 2008: für das Videoalbum Lost Highway: The Concert - 2010: für das Videoalbum Live at Madison Square Garden - 2016: für das Album Have a Nice Day - 2023: für die Single Bad Medicine - 2023: für die Single Have a Nice Day - 2023: für die Single I’ll Be There for You - 2023: für die Single In These Arms - 2023: für die Single Keep the Faith - Belgien - 1993: für das Album Keep the Faith - 2000: für die Single It’s My Life - 2000: für das Album Crush - Brasilien - 2024: für die Single Livin’ on a Prayer - 2024: für die Single Bed of Roses - Dänemark - 2009: für das Album Lost Highway - 2022: für die Single It’s My Life - 2023: für die Single You Give Love a Bad Name - 2024: für das Album Slippery When Wet - Deutschland - 1992: für das Album Slippery When Wet - 1993: für das Album Keep the Faith - 1994: für das Album New Jersey - 2000: für die Single It’s My Life - 2002: für das Album Bounce - 2007: für das Album Lost Highway - 2012: für das Album Greatest Hits - 2023: für das Album This Left Feels Right - 2023: für das Album Have a Nice Day - 2024: für die Single Livin’ on a Prayer - Europa - 2001: für das Album One Wild Night Live 1985–2001 - 2002: für das Album Bounce - 2010: für das Album Greatest Hits - Finnland - 1990: für das Album Slippery When Wet - 1995: für das Album These Days - 1996: für das Album New Jersey - 2000: für das Album Crush - Frankreich - 1995: für das Album Cross Road - Indien - 2000: für das Album Crush - Italien - 2015: für das Album Greatest Hits - 2018: für die Single It’s My Life - 2023: für die Single You Give Love a Bad Name - 2024: für die Single Always - Japan - 2002: für das Album Bounce - 2005: für das Album Have a Nice Day - 2017: für die Single Livin’ on a Prayer (Digital) - Kanada - 1987: für das Album 7800° Fahrenheit - 1990: für das Videoalbum Slippery When Wet: The Videos - 2002: für das Album Bounce - 2005: für das Album Have a Nice Day - 2010: für das Album The Circle - 2015: für das Album Icon - Malaysia - 2000: für das Album Crush - Mexiko - 2001: für das Album Crush - 2005: für das Album Have a Nice Day - Neuseeland - 2001: für das Album One Wild Night Live 1985–2001 - 2010: für das Videoalbum The Crush Tour - 2011: für das Videoalbum Greatest Hits: The Ultimate Video Collection - 2023: für die Single Always - Niederlande - 1993: für das Album Keep the Faith - 1994: für das Album Slippery When Wet - 1996: für das Album These Days - 2000: für das Album Crush - Österreich - 1994: für das Album New Jersey - 1995: für das Album These Days - 2000: für die Single It’s My Life - 2000: für das Album Crush - 2006: für das Album Have a Nice Day - 2016: für das Album What About Now - Portugal - 2011: für das Album Greatest Hits - Schweden - 1993: für das Album Keep the Faith - 1994: für das Album Cross Road - 2000: für die Single It’s My Life - Schweiz - 1989: für das Album New Jersey (Vertigo/PolyGram) - 1995: für das Album These Days - 1998: für das Album Slippery When Wet (Phonogram) - 2000: für die Single It’s My Life - 2001: für das Album One Wild Night Live 1985–2001 - 2002: für das Album Bounce - 2006: für das Album Have a Nice Day - 2007: für das Album Lost Highway - Spanien - 1987: für das Album Slippery When Wet - 1989: für das Album New Jersey - 1993: für das Album Keep the Faith - 2001: für das Album One Wild Night Live 1985–2001 - 2012: für das Album Greatest Hits - 2024: für die Single You Give Love a Bad Name - 2024: für die Single Always - Südafrika - 2000: für das Album Crush - Südkorea - 1993: für das Album Keep the Faith - Taiwan - 1993: für das Album Keep the Faith - Thailand - 2000: für das Album Crush - Türkei - 2000: für das Album Crush - Vereinigte Staaten - 1987: für das Album 7800° Fahrenheit - 1987: für das Album Bon Jovi - 1987: für das Videoalbum Breakout: Video Singles - 1990: für das Videoalbum New Jersey: The Videos - 1995: für die Single Always - 1995: für das Album These Days - 2005: für das Videoalbum The Crush Tour - 2005: für das Album Have a Nice Day - 2007: für das Album Lost Highway - 2008: für das Videoalbum Lost Highway: The Concert - 2015: für das Album Greatest Hits - 2024: für die Single Runaway - Vereinigtes Königreich - 1993: für das Album Keep the Faith - 2000: für das Album Crush - 2013: für das Videoalbum This Left Feels Right - 2013: für das Album This Left Feels Right - 2023: für die Single Wanted Dead or Alive | - Australien - 1989: für das Album New Jersey - 2010: für das Videoalbum Greatest Hits: The Ultimate Video Collection - Belgien - 1995: für das Album Cross Road - Deutschland - 1995: für das Album Cross Road - Europa - 2000: für das Album Crush - Finnland - 1995: für das Album Cross Road - Irland - 2000: für das Album Crush - 2010: für das Album Greatest Hits - Italien - 2000: für das Album Crush - 2024: für die Single Livin’ on a Prayer - Japan - 1995: für das Album Keep the Faith - 2001: für das Album Tokyo Road: Best of Bon Jovi - Kanada - 1995: für das Album These Days - 2001: für das Album Crush - Neuseeland - 1989: für das Album New Jersey - 2018: für das Album Greatest Hits - 2023: für die Single It’s My Life - 2024: für die Single Wanted Dead or Alive - Niederlande - 1995: für das Album Cross Road - Österreich - 1994: für das Album Keep the Faith - 2008: für das Album Lost Highway - Schweden - 2000: für das Album Crush - Schweiz - 1992: für das Album Slippery When Wet (Jambco) - 1995: für das Album Slippery When Wet (Mercury) - Spanien - 1996: für das Album These Days - 2001: für das Album Crush - 2024: für die Single It’s My Life - Südkorea - 2000: für das Album Crush - Taiwan - 2000: für das Album Crush - Vereinigte Staaten - 1989: für das Videoalbum Slippery When Wet: The Videos - 1994: für das Album Keep the Faith - 2001: für das Album Crush - Vereinigtes Königreich - 1993: für das Album New Jersey - 1996: für das Album These Days - 2013: für das Videoalbum The Crush Tour - 2013: für das Videoalbum Live From London - 2013: für das Videoalbum Cross Road: The Videos - 2024: für die Single You Give Love a Bad Name - 2024: für die Single It’s My Life - 2024: für die Single Always - Deutschland - 2001: für das Album Crush - Australien - 1993: für das Album Keep the Faith - 2023: für die Single Bed of Roses - Europa - 1994: für das Album Keep the Faith - 1997: für das Album These Days - Hongkong - 2000: für das Album Crush - Indien - 2000: für das Album Crush - Italien - 1993: für das Album Keep the Faith - Japan - 1995: für das Album These Days - 2000: für das Album Crush - Kanada - 2008: für das Album Lost Highway - Neuseeland - 2023: für die Single You Give Love a Bad Name - Österreich - 1996: für das Album Cross Road - Schweiz - 1994: für das Album Keep the Faith - 2000: für das Album Cross Road - 2001: für das Album Crush - Spanien - 2024: für die Single Livin’ on a Prayer - Vereinigte Staaten - 2024: für die Single It’s My Life - Vereinigtes Königreich - 2015: für das Album Greatest Hits - Argentinien - 1994: für das Album Cross Road - Australien - 2023: für die Single Wanted Dead or Alive - Spanien - 1995: für das Album Cross Road - Vereinigtes Königreich - 2024: für die Single Livin’ on a Prayer - Australien - 2023: für die Single Always - 2023: für die Single You Give Love a Bad Name - Italien - 1995: für das Album Cross Road - Kanada - 1989: für das Album New Jersey - 1993: für das Album Keep the Faith - 2007: für das Videoalbum Lost Highway: The Concert - Vereinigte Staaten - 2024: für die Single You Give Love a Bad Name - Vereinigtes Königreich - 2024: für das Album Greatest Hits - Australien - 1993: für das Album Slippery When Wet - 2023: für die Single It’s My Life - Neuseeland - 2007: für das Album Cross Road - 2025: für die Single Livin’ on a Prayer - Portugal - 2013: für das Album What About Now - Vereinigte Staaten - 2024: für die Single Wanted Dead or Alive - Vereinigtes Königreich - 2013: für das Album Cross Road - Neuseeland - 1989: für das Album Slippery When Wet - Vereinigte Staaten - 1996: für das Album New Jersey - 2024: für das Album Cross Road - Australien - 2020: für das Album Greatest Hits - Europa - 2007: für das Album Cross Road - Australien - 2023: für die Single Livin’ on a Prayer - Australien - 2022: für das Album Cross Road - Vereinigte Staaten - 2024: für das Album Slippery When Wet - Brasilien - 2024: für die Single Always - Japan - 1995: für das Album Cross Road - Kanada - 1987: für das Album Slippery When Wet - 2000: für das Album Cross Road - Vereinigte Staaten - 2024: für die Single Livin’ on a Prayer |

## Auszeichnungen nach Alben

### Bon Jovi
| Land/Region                  | Auszeichnungen für Musikverkäufe (Land/Region, Auszeichnung, Verkäufe) | Verkäufe  |
| ---------------------------- | ---------------------------------------------------------------------- | --------- |
| Hongkong (IFPI/HKRIA)        | Gold                                                                   | 10.000    |
| Kanada (MC)                  | Gold                                                                   | 50.000    |
| Schweiz (IFPI)               | Gold                                                                   | 25.000    |
| Vereinigte Staaten (RIAA)    | Platin                                                                 | 1.000.000 |
| Vereinigtes Königreich (BPI) | Silber                                                                 | 60.000    |
| Insgesamt                    | 1× Silber · 3× Gold · 1× Platin ·                                      | 1.145.000 |

### 7800° Fahrenheit
| Land/Region                  | Auszeichnungen für Musikverkäufe (Land/Region, Auszeichnung, Verkäufe) | Verkäufe  |
| ---------------------------- | ---------------------------------------------------------------------- | --------- |
| Kanada (MC)                  | Platin                                                                 | 100.000   |
| Vereinigte Staaten (RIAA)    | Platin                                                                 | 1.000.000 |
| Vereinigtes Königreich (BPI) | Silber                                                                 | 60.000    |
| Insgesamt                    | 1× Silber · 2× Platin ·                                                | 1.160.000 |

### Slippery When Wet
| Land/Region                  | Auszeichnungen für Musikverkäufe (Land/Region, Auszeichnung, Verkäufe) | Verkäufe   |
| ---------------------------- | ---------------------------------------------------------------------- | ---------- |
| Australien (ARIA)            | 6× Platin                                                              | 420.000    |
| Dänemark (IFPI)              | Platin                                                                 | 20.000     |
| Deutschland (BVMI)           | Platin                                                                 | 500.000    |
| Finnland (IFPI)              | Platin                                                                 | 73.564     |
| Hongkong (IFPI/HKRIA)        | Gold                                                                   | 10.000     |
| Italien (FIMI)               | Gold                                                                   | 25.000     |
| Kanada (MC)                  | Diamant                                                                | 1.000.000  |
| Neuseeland (RMNZ)            | 7× Platin                                                              | 140.000    |
| Niederlande (NVPI)           | Platin                                                                 | 100.000    |
| Norwegen (IFPI)              | Gold                                                                   | 50.000     |
| Schweiz (IFPI)               | 2× Platin (Jambco) · + 2× Platin (Mercury) · + Platin (Phonogram)      | 250.000    |
| Singapur (RIAS)              | Gold                                                                   | 5.000      |
| Spanien (Promusicae)         | Platin                                                                 | 100.000    |
| Vereinigte Staaten (RIAA)    | 15× Platin                                                             | 15.000.000 |
| Vereinigtes Königreich (BPI) | 3× Platin                                                              | 900.000    |
| Insgesamt                    | 4× Gold · 31× Platin · 2× Diamant ·                                    | 18.593.564 |

### New Jersey
| Land/Region                  | Auszeichnungen für Musikverkäufe (Land/Region, Auszeichnung, Verkäufe) | Verkäufe  |
| ---------------------------- | ---------------------------------------------------------------------- | --------- |
| Australien (ARIA)            | 2× Platin                                                              | 140.000   |
| Deutschland (BVMI)           | Platin                                                                 | 500.000   |
| Finnland (IFPI)              | Platin                                                                 | 51.126    |
| Italien (FIMI)               | Gold                                                                   | 100.000   |
| Kanada (MC)                  | 5× Platin                                                              | 500.000   |
| Neuseeland (RMNZ)            | 2× Platin                                                              | 40.000    |
| Österreich (IFPI)            | Platin                                                                 | 50.000    |
| Schweden (IFPI)              | Gold                                                                   | 50.000    |
| Schweiz (IFPI)               | Platin (Vertigo/PolyGram) · + Gold (Phonogram/PolyGram)                | 75.000    |
| Spanien (Promusicae)         | Platin                                                                 | 100.000   |
| Vereinigte Staaten (RIAA)    | 7× Platin                                                              | 7.000.000 |
| Vereinigtes Königreich (BPI) | 2× Platin                                                              | 600.000   |
| Insgesamt                    | 3× Gold · 23× Platin ·                                                 | 9.206.126 |

### Keep the Faith
| Land/Region                  | Auszeichnungen für Musikverkäufe (Land/Region, Auszeichnung, Verkäufe) | Verkäufe  |
| ---------------------------- | ---------------------------------------------------------------------- | --------- |
| Argentinien (CAPIF)          | Gold                                                                   | 30.000    |
| Australien (ARIA)            | 3× Platin                                                              | 210.000   |
| Belgien (BRMA)               | Platin                                                                 | (50.000)  |
| Dänemark (IFPI)              | Gold                                                                   | (50.000)  |
| Deutschland (BVMI)           | Platin                                                                 | (500.000) |
| Europa (IFPI)                | 3× Platin                                                              | 3.000.000 |
| Finnland (IFPI)              | Gold                                                                   | (37.022)  |
| Frankreich (SNEP)            | Gold                                                                   | (100.000) |
| Irland (IRMA)                | Gold                                                                   | (7.500)   |
| Italien (FIMI)               | 3× Platin                                                              | (300.000) |
| Japan (RIAJ)                 | 2× Platin                                                              | 400.000   |
| Kanada (MC)                  | 5× Platin                                                              | 500.000   |
| Mexiko (AMPROFON)            | Gold                                                                   | 100.000   |
| Neuseeland (RMNZ)            | Gold                                                                   | 7.500     |
| Niederlande (NVPI)           | Platin                                                                 | (100.000) |
| Norwegen (IFPI)              | Gold                                                                   | (20.000)  |
| Österreich (IFPI)            | 2× Platin                                                              | (100.000) |
| Schweden (IFPI)              | Platin                                                                 | (100.000) |
| Schweiz (IFPI)               | 3× Platin                                                              | (150.000) |
| Spanien (Promusicae)         | Platin                                                                 | (100.000) |
| Südkorea (KMCA)              | Platin                                                                 | 30.000    |
| Taiwan (RIT)                 | Platin                                                                 | 50.000    |
| Vereinigte Staaten (RIAA)    | 2× Platin                                                              | 2.000.000 |
| Vereinigtes Königreich (BPI) | Platin                                                                 | (300.000) |
| Insgesamt                    | 8× Gold · 31× Platin ·                                                 | 6.127.500 |

### Cross Road
| Land/Region                  | Auszeichnungen für Musikverkäufe (Land/Region, Auszeichnung, Verkäufe) | Verkäufe    |
| ---------------------------- | ---------------------------------------------------------------------- | ----------- |
| Argentinien (CAPIF)          | 4× Platin                                                              | 240.000     |
| Australien (ARIA)            | 13× Platin                                                             | 910.000     |
| Belgien (BRMA)               | 2× Platin                                                              | (100.000)   |
| Deutschland (BVMI)           | 2× Platin                                                              | (1.000.000) |
| Europa (IFPI)                | 8× Platin                                                              | 8.000.000   |
| Finnland (IFPI)              | 2× Platin                                                              | (123.354)   |
| Frankreich (SNEP)            | Platin                                                                 | (300.000)   |
| Italien (FIMI)               | 5× Platin                                                              | (500.000)   |
| Japan (RIAJ)                 | Diamant                                                                | 1.000.000   |
| Kanada (MC)                  | Diamant                                                                | 1.000.000   |
| Neuseeland (RMNZ)            | 6× Platin                                                              | 90.000      |
| Niederlande (NVPI)           | 2× Platin                                                              | (200.000)   |
| Österreich (IFPI)            | 3× Platin                                                              | (150.000)   |
| Polen (ZPAV)                 | Gold                                                                   | (50.000)    |
| Schweden (IFPI)              | Platin                                                                 | (100.000)   |
| Schweiz (IFPI)               | 3× Platin                                                              | (150.000)   |
| Spanien (Promusicae)         | 4× Platin                                                              | (400.000)   |
| Ungarn (MAHASZ)              | Gold                                                                   | (25.000)    |
| Vereinigte Staaten (RIAA)    | 7× Platin                                                              | 7.000.000   |
| Vereinigtes Königreich (BPI) | 6× Platin                                                              | (1.800.000) |
| Insgesamt                    | 2× Gold · 69× Platin · 2× Diamant ·                                    | 18.240.000  |

### These Days
| Land/Region                  | Auszeichnungen für Musikverkäufe (Land/Region, Auszeichnung, Verkäufe) | Verkäufe  |
| ---------------------------- | ---------------------------------------------------------------------- | --------- |
| Australien (ARIA)            | Platin                                                                 | 70.000    |
| Belgien (BRMA)               | Gold                                                                   | (25.000)  |
| Deutschland (BVMI)           | Gold                                                                   | (250.000) |
| Europa (IFPI)                | 3× Platin                                                              | 3.000.000 |
| Finnland (IFPI)              | Platin                                                                 | (64.725)  |
| Frankreich (SNEP)            | 2× Gold                                                                | (200.000) |
| Japan (RIAJ)                 | 3× Platin                                                              | 600.000   |
| Kanada (MC)                  | 2× Platin                                                              | 200.000   |
| Neuseeland (RMNZ)            | Gold                                                                   | 7.500     |
| Niederlande (NVPI)           | Platin                                                                 | (100.00)  |
| Österreich (IFPI)            | Platin                                                                 | (50.000)  |
| Schweiz (IFPI)               | Platin                                                                 | (50.000)  |
| Spanien (Promusicae)         | 2× Platin                                                              | (200.000) |
| Vereinigte Staaten (RIAA)    | Platin                                                                 | 1.000.000 |
| Vereinigtes Königreich (BPI) | 2× Platin                                                              | (600.000) |
| Insgesamt                    | 5× Gold · 18× Platin ·                                                 | 4.877.500 |

### Crush
| Land/Region                  | Auszeichnungen für Musikverkäufe (Land/Region, Auszeichnung, Verkäufe) | Verkäufe    |
| ---------------------------- | ---------------------------------------------------------------------- | ----------- |
| Argentinien (CAPIF)          | Platin                                                                 | 40.000      |
| Australien (ARIA)            | Platin                                                                 | 70.000      |
| Belgien (BRMA)               | Platin                                                                 | 50.000      |
| Brasilien (PMB)              | Gold                                                                   | 100.000     |
| Dänemark (IFPI)              | Gold                                                                   | 25.000      |
| Deutschland (BVMI)           | 5× Gold                                                                | 750.000     |
| Europa (IFPI)                | 2× Platin                                                              | (2.000.000) |
| Finnland (IFPI)              | 2× Platin                                                              | 62.506      |
| Frankreich (SNEP)            | Gold                                                                   | 100.000     |
| Hongkong (IFPI/HKRIA)        | 3× Platin                                                              | 60.000      |
| Indien (IMI)                 | Platin                                                                 | 20.000      |
| Indonesien (ASIRI)           | 3× Platin                                                              | 60.000      |
| Irland (IRMA)                | 2× Platin                                                              | 30.000      |
| Italien (FIMI)               | 2× Platin                                                              | 200.000     |
| Japan (RIAJ)                 | 3× Platin                                                              | 600.000     |
| Kanada (MC)                  | 2× Platin                                                              | 200.000     |
| Malaysia (RIM)               | Platin                                                                 | 100.000     |
| Mexiko (AMPROFON)            | Platin                                                                 | 150.000     |
| Niederlande (NVPI)           | Platin                                                                 | 80.000      |
| Norwegen (IFPI)              | Gold                                                                   | 25.000      |
| Österreich (IFPI)            | Platin                                                                 | 50.000      |
| Philippinen (PARI)           | Gold                                                                   | 20.000      |
| Polen (ZPAV)                 | Gold                                                                   | 50.000      |
| Portugal (AFP)               | Gold                                                                   | 10.000      |
| Schweden (IFPI)              | 2× Platin                                                              | 160.000     |
| Schweiz (IFPI)               | 3× Platin                                                              | 150.000     |
| Singapur (RIAS)              | Platin                                                                 | 15.000      |
| Spanien (Promusicae)         | 2× Platin                                                              | 200.000     |
| Südafrika (RISA)             | Platin                                                                 | 50.000      |
| Südkorea (KMCA)              | 2× Platin                                                              | 60.000      |
| Taiwan (RIT)                 | 2× Platin                                                              | 100.000     |
| Thailand (TECA)              | Platin                                                                 | 50.000      |
| Tschechien (IFPI)            | Gold                                                                   | 25.000      |
| Türkei (Mü-YAP)              | Platin                                                                 | 30.000      |
| Ungarn (MAHASZ)              | Gold                                                                   | 25.000      |
| Uruguay (CUD)                | Gold                                                                   | 3.000       |
| Vereinigte Staaten (RIAA)    | 2× Platin                                                              | 2.000.000   |
| Vereinigtes Königreich (BPI) | Platin                                                                 | 300.000     |
| Insgesamt                    | 11× Gold · 47× Platin ·                                                | 5.958.506   |

### Tokyo Road: Best of Bon Jovi
| Land/Region  | Auszeichnungen für Musikverkäufe (Land/Region, Auszeichnung, Verkäufe) | Verkäufe |
| ------------ | ---------------------------------------------------------------------- | -------- |
| Japan (RIAJ) | 2× Platin                                                              | 400.000  |
| Insgesamt    | 2× Platin ·                                                            | 400.000  |

### One Wild Night Live 1985–2001
| Land/Region                  | Auszeichnungen für Musikverkäufe (Land/Region, Auszeichnung, Verkäufe) | Verkäufe  |
| ---------------------------- | ---------------------------------------------------------------------- | --------- |
| Argentinien (CAPIF)          | Gold                                                                   | 20.000    |
| Belgien (BRMA)               | Gold                                                                   | (25.000)  |
| Brasilien (PMB)              | Gold                                                                   | 50.000    |
| Deutschland (BVMI)           | Gold                                                                   | (150.000) |
| Europa (IFPI)                | Platin                                                                 | 1.000.000 |
| Kanada (MC)                  | Gold                                                                   | 50.000    |
| Neuseeland (RMNZ)            | Platin                                                                 | 15.000    |
| Österreich (IFPI)            | Gold                                                                   | (20.000)  |
| Schweiz (IFPI)               | Platin                                                                 | (40.000)  |
| Spanien (Promusicae)         | Platin                                                                 | (100.000) |
| Vereinigtes Königreich (BPI) | Silber                                                                 | (60.000)  |
| Insgesamt                    | 1× Silber · 6× Gold · 4× Platin ·                                      | 1.135.000 |

### Bounce
| Land/Region                  | Auszeichnungen für Musikverkäufe (Land/Region, Auszeichnung, Verkäufe) | Verkäufe  |
| ---------------------------- | ---------------------------------------------------------------------- | --------- |
| Argentinien (CAPIF)          | Gold                                                                   | 20.000    |
| Australien (ARIA)            | Gold                                                                   | 35.000    |
| Belgien (BRMA)               | Gold                                                                   | (50.000)  |
| Brasilien (PMB)              | Gold                                                                   | 50.000    |
| Deutschland (BVMI)           | Platin                                                                 | (300.000) |
| Europa (IFPI)                | Platin                                                                 | 1.000.000 |
| Japan (RIAJ)                 | Platin                                                                 | 200.000   |
| Kanada (MC)                  | Platin                                                                 | 100.000   |
| Niederlande (NVPI)           | Gold                                                                   | (40.000)  |
| Österreich (IFPI)            | Gold                                                                   | (20.000)  |
| Schweiz (IFPI)               | Platin                                                                 | (40.000)  |
| Spanien (Promusicae)         | Gold                                                                   | (50.000)  |
| Vereinigte Staaten (RIAA)    | Gold                                                                   | 500.000   |
| Vereinigtes Königreich (BPI) | Gold                                                                   | (100.000) |
| Insgesamt                    | 9× Gold · 5× Platin ·                                                  | 1.905.000 |

### This Left Feels Right
| Land/Region                  | Auszeichnungen für Musikverkäufe (Land/Region, Auszeichnung, Verkäufe) | Verkäufe  |
| ---------------------------- | ---------------------------------------------------------------------- | --------- |
| Dänemark (IFPI)              | Gold                                                                   | 10.000    |
| Deutschland (BVMI)           | Platin                                                                 | 200.000   |
| Japan (RIAJ)                 | Gold                                                                   | 100.000   |
| Kanada (MC)                  | Gold                                                                   | 50.000    |
| Österreich (IFPI)            | Gold                                                                   | 20.000    |
| Schweiz (IFPI)               | Gold                                                                   | 20.000    |
| Spanien (Promusicae)         | Gold                                                                   | 50.000    |
| Vereinigte Staaten (RIAA)    | Gold                                                                   | 500.000   |
| Vereinigtes Königreich (BPI) | Platin                                                                 | 300.000   |
| Insgesamt                    | 7× Gold · 2× Platin ·                                                  | 1.250.000 |

### 100,000,000 Bon Jovi Fans Can’t Be Wrong
| Land/Region               | Auszeichnungen für Musikverkäufe (Land/Region, Auszeichnung, Verkäufe) | Verkäufe |
| ------------------------- | ---------------------------------------------------------------------- | -------- |
| Vereinigte Staaten (RIAA) | Gold                                                                   | 500.000  |
| Insgesamt                 | 1× Gold ·                                                              | 500.000  |

### Have a Nice Day
| Land/Region                  | Auszeichnungen für Musikverkäufe (Land/Region, Auszeichnung, Verkäufe) | Verkäufe  |
| ---------------------------- | ---------------------------------------------------------------------- | --------- |
| Australien (ARIA)            | Platin                                                                 | 70.000    |
| Brasilien (PMB)              | Gold                                                                   | 50.000    |
| Deutschland (BVMI)           | Platin                                                                 | 200.000   |
| Griechenland (IFPI)          | Gold                                                                   | 10.000    |
| Japan (RIAJ)                 | Platin                                                                 | 250.000   |
| Kanada (MC)                  | Platin                                                                 | 100.000   |
| Mexiko (AMPROFON)            | Platin                                                                 | 100.000   |
| Österreich (IFPI)            | Platin                                                                 | 40.000    |
| Schweiz (IFPI)               | Platin                                                                 | 40.000    |
| Spanien (Promusicae)         | Gold                                                                   | 50.000    |
| Vereinigte Staaten (RIAA)    | Platin                                                                 | 1.000.000 |
| Vereinigtes Königreich (BPI) | Gold                                                                   | 100.000   |
| Insgesamt                    | 4× Gold · 8× Platin ·                                                  | 2.010.000 |

### Lost Highway
| Land/Region                  | Auszeichnungen für Musikverkäufe (Land/Region, Auszeichnung, Verkäufe) | Verkäufe  |
| ---------------------------- | ---------------------------------------------------------------------- | --------- |
| Australien (ARIA)            | Gold                                                                   | 35.000    |
| Dänemark (IFPI)              | Platin                                                                 | 30.000    |
| Deutschland (BVMI)           | Platin                                                                 | 200.000   |
| Irland (IRMA)                | Gold                                                                   | 7.500     |
| Japan (RIAJ)                 | Gold                                                                   | 100.000   |
| Kanada (MC)                  | 3× Platin                                                              | 300.000   |
| Neuseeland (RMNZ)            | Gold                                                                   | 7.500     |
| Österreich (IFPI)            | 2× Platin                                                              | 40.000    |
| Russland (NFPF)              | Gold                                                                   | 10.000    |
| Schweiz (IFPI)               | Platin                                                                 | 40.000    |
| Spanien (Promusicae)         | Gold                                                                   | 30.000    |
| Ungarn (MAHASZ)              | Gold                                                                   | 3.000     |
| Vereinigte Staaten (RIAA)    | Platin                                                                 | 1.000.000 |
| Vereinigtes Königreich (BPI) | Gold                                                                   | 100.000   |
| Insgesamt                    | 8× Gold · 9× Platin ·                                                  | 1.900.000 |

### The Circle
| Land/Region                  | Auszeichnungen für Musikverkäufe (Land/Region, Auszeichnung, Verkäufe) | Verkäufe |
| ---------------------------- | ---------------------------------------------------------------------- | -------- |
| Australien (ARIA)            | Gold                                                                   | 35.000   |
| Deutschland (BVMI)           | Gold                                                                   | 100.000  |
| Japan (RIAJ)                 | Gold                                                                   | 100.000  |
| Kanada (MC)                  | Platin                                                                 | 80.000   |
| Schweiz (IFPI)               | Gold                                                                   | 15.000   |
| Vereinigte Staaten (RIAA)    | Gold                                                                   | 500.000  |
| Vereinigtes Königreich (BPI) | Gold                                                                   | 100.000  |
| Insgesamt                    | 6× Gold · 1× Platin ·                                                  | 930.000  |

### Icon
| Land/Region | Auszeichnungen für Musikverkäufe (Land/Region, Auszeichnung, Verkäufe) | Verkäufe |
| ----------- | ---------------------------------------------------------------------- | -------- |
| Kanada (MC) | Platin                                                                 | 80.000   |
| Insgesamt   | 1× Platin ·                                                            | 80.000   |

### Greatest Hits
| Land/Region                  | Auszeichnungen für Musikverkäufe (Land/Region, Auszeichnung, Verkäufe) | Verkäufe    |
| ---------------------------- | ---------------------------------------------------------------------- | ----------- |
| Australien (ARIA)            | 8× Platin                                                              | 560.000     |
| Belgien (BRMA)               | Gold                                                                   | 15.000      |
| Brasilien (PMB)              | Gold                                                                   | 20.000      |
| Deutschland (BVMI)           | Platin                                                                 | 200.000     |
| Europa (IFPI)                | Platin                                                                 | (1.000.000) |
| Finnland (IFPI)              | Gold                                                                   | 10.203      |
| Indonesien (ASIRI)           | Gold                                                                   | 10.000      |
| Irland (IRMA)                | 2× Platin                                                              | 30.000      |
| Italien (FIMI)               | Platin                                                                 | 50.000      |
| Japan (RIAJ)                 | Gold                                                                   | 100.000     |
| Neuseeland (RMNZ)            | 2× Platin                                                              | 30.000      |
| Polen (ZPAV)                 | Gold                                                                   | 10.000      |
| Portugal (AFP)               | Platin                                                                 | 20.000      |
| Schweden (IFPI)              | Gold                                                                   | 20.000      |
| Schweiz (IFPI)               | Gold                                                                   | 15.000      |
| Spanien (Promusicae)         | Platin                                                                 | 60.000      |
| Ungarn (MAHASZ)              | Gold                                                                   | 3.000       |
| Vereinigte Staaten (RIAA)    | Platin                                                                 | 1.000.000   |
| Vereinigtes Königreich (BPI) | 4× Platin                                                              | 1.200.000   |
| Insgesamt                    | 9× Gold · 23× Platin ·                                                 | 3.653.203   |

### What About Now
| Land/Region                  | Auszeichnungen für Musikverkäufe (Land/Region, Auszeichnung, Verkäufe) | Verkäufe |
| ---------------------------- | ---------------------------------------------------------------------- | -------- |
| Australien (ARIA)            | Gold                                                                   | 35.000   |
| Deutschland (BVMI)           | Gold                                                                   | 100.000  |
| Kanada (MC)                  | Gold                                                                   | 40.000   |
| Österreich (IFPI)            | Platin                                                                 | 15.000   |
| Portugal (AFP)               | 6× Platin                                                              | 120.000  |
| Vereinigtes Königreich (BPI) | Silber                                                                 | 60.000   |
| Insgesamt                    | 1× Silber · 3× Gold · 7× Platin ·                                      | 370.000  |

### Burning Bridges
| Land/Region       | Auszeichnungen für Musikverkäufe (Land/Region, Auszeichnung, Verkäufe) | Verkäufe |
| ----------------- | ---------------------------------------------------------------------- | -------- |
| Österreich (IFPI) | Gold                                                                   | 7.500    |
| Insgesamt         | 1× Gold ·                                                              | 7.500    |

### This House Is Not for Sale
| Land/Region                  | Auszeichnungen für Musikverkäufe (Land/Region, Auszeichnung, Verkäufe) | Verkäufe |
| ---------------------------- | ---------------------------------------------------------------------- | -------- |
| Australien (ARIA)            | Gold                                                                   | 35.000   |
| Österreich (IFPI)            | Gold                                                                   | 7.500    |
| Vereinigtes Königreich (BPI) | Silber                                                                 | 60.000   |
| Insgesamt                    | 1× Silber · 2× Gold ·                                                  | 102.500  |

## Auszeichnungen nach Singles

### Runaway
| Land/Region                  | Auszeichnungen für Musikverkäufe (Land/Region, Auszeichnung, Verkäufe) | Verkäufe  |
| ---------------------------- | ---------------------------------------------------------------------- | --------- |
| Australien (ARIA)            | Gold                                                                   | 35.000    |
| Deutschland (BVMI)           | Gold                                                                   | 300.000   |
| Spanien (Promusicae)         | Gold                                                                   | 30.000    |
| Vereinigte Staaten (RIAA)    | Platin                                                                 | 1.000.000 |
| Vereinigtes Königreich (BPI) | Silber                                                                 | 200.000   |
| Insgesamt                    | 1× Silber · 3× Gold · 1× Platin ·                                      | 1.565.000 |

### You Give Love a Bad Name
| Land/Region                  | Auszeichnungen für Musikverkäufe (Land/Region, Auszeichnung, Verkäufe) | Verkäufe  |
| ---------------------------- | ---------------------------------------------------------------------- | --------- |
| Australien (ARIA)            | 5× Platin                                                              | 350.000   |
| Brasilien (PMB)              | Gold                                                                   | 30.000    |
| Dänemark (IFPI)              | Platin                                                                 | 90.000    |
| Deutschland (BVMI)           | Gold                                                                   | 250.000   |
| Italien (FIMI)               | Platin                                                                 | 100.000   |
| Kanada (MC)                  | Gold                                                                   | 50.000    |
| Neuseeland (RMNZ)            | 3× Platin                                                              | 90.000    |
| Spanien (Promusicae)         | Platin                                                                 | 60.000    |
| Vereinigte Staaten (RIAA)    | 5× Platin                                                              | 5.000.000 |
| Vereinigtes Königreich (BPI) | 2× Platin                                                              | 1.200.000 |
| Insgesamt                    | 3× Gold · 18× Platin ·                                                 | 7.220.000 |

### Livin’ on a Prayer
| Land/Region                  | Auszeichnungen für Musikverkäufe (Land/Region, Auszeichnung, Verkäufe) | Verkäufe   |
| ---------------------------- | ---------------------------------------------------------------------- | ---------- |
| Australien (ARIA)            | 11× Platin                                                             | 770.000    |
| Brasilien (PMB)              | Platin                                                                 | 60.000     |
| Deutschland (BVMI)           | Platin                                                                 | 600.000    |
| Italien (FIMI)               | 2× Platin                                                              | 200.000    |
| Japan (RIAJ)                 | Platin                                                                 | 250.000    |
| Kanada (MC)                  | Gold                                                                   | 50.000     |
| Neuseeland (RMNZ)            | 6× Platin                                                              | 180.000    |
| Spanien (Promusicae)         | 3× Platin                                                              | 180.000    |
| Vereinigte Staaten (RIAA)    | Diamant                                                                | 10.000.000 |
| Vereinigtes Königreich (BPI) | 4× Platin                                                              | 2.400.000  |
| Insgesamt                    | 1× Gold · 29× Platin · 1× Diamant ·                                    | 14.690.000 |

### Wanted Dead or Alive
| Land/Region                  | Auszeichnungen für Musikverkäufe (Land/Region, Auszeichnung, Verkäufe) | Verkäufe  |
| ---------------------------- | ---------------------------------------------------------------------- | --------- |
| Australien (ARIA)            | 4× Platin                                                              | 280.000   |
| Neuseeland (RMNZ)            | 2× Platin                                                              | 60.000    |
| Vereinigte Staaten (RIAA)    | 6× Platin                                                              | 6.000.000 |
| Vereinigtes Königreich (BPI) | Platin                                                                 | 600.000   |
| Insgesamt                    | 13× Platin ·                                                           | 6.940.000 |

### Bad Medicine
| Land/Region                  | Auszeichnungen für Musikverkäufe (Land/Region, Auszeichnung, Verkäufe) | Verkäufe |
| ---------------------------- | ---------------------------------------------------------------------- | -------- |
| Australien (ARIA)            | Platin                                                                 | 70.000   |
| Neuseeland (RMNZ)            | Gold                                                                   | 15.000   |
| Vereinigtes Königreich (BPI) | Silber                                                                 | 200.000  |
| Insgesamt                    | 1× Silber · 1× Gold · 1× Platin ·                                      | 285.000  |

### Born to Be My Baby
| Land/Region       | Auszeichnungen für Musikverkäufe (Land/Region, Auszeichnung, Verkäufe) | Verkäufe |
| ----------------- | ---------------------------------------------------------------------- | -------- |
| Australien (ARIA) | Gold                                                                   | 35.000   |
| Insgesamt         | 1× Gold ·                                                              | 35.000   |

### I’ll Be There for You
| Land/Region                  | Auszeichnungen für Musikverkäufe (Land/Region, Auszeichnung, Verkäufe) | Verkäufe |
| ---------------------------- | ---------------------------------------------------------------------- | -------- |
| Australien (ARIA)            | Platin                                                                 | 70.000   |
| Brasilien (PMB)              | Gold                                                                   | 30.000   |
| Vereinigtes Königreich (BPI) | Silber                                                                 | 200.000  |
| Insgesamt                    | 1× Silber · 1× Gold · 1× Platin ·                                      | 300.000  |

### Keep the Faith
| Land/Region       | Auszeichnungen für Musikverkäufe (Land/Region, Auszeichnung, Verkäufe) | Verkäufe |
| ----------------- | ---------------------------------------------------------------------- | -------- |
| Australien (ARIA) | Platin                                                                 | 70.000   |
| Insgesamt         | 1× Platin ·                                                            | 70.000   |

### Bed of Roses
| Land/Region                  | Auszeichnungen für Musikverkäufe (Land/Region, Auszeichnung, Verkäufe) | Verkäufe |
| ---------------------------- | ---------------------------------------------------------------------- | -------- |
| Australien (ARIA)            | 3× Platin                                                              | 210.000  |
| Brasilien (PMB)              | Platin                                                                 | 60.000   |
| Deutschland (BVMI)           | Gold                                                                   | 250.000  |
| Neuseeland (RMNZ)            | Gold                                                                   | 15.000   |
| Spanien (Promusicae)         | Gold                                                                   | 30.000   |
| Vereinigtes Königreich (BPI) | Gold                                                                   | 400.000  |
| Insgesamt                    | 4× Gold · 4× Platin ·                                                  | 965.000  |

### In These Arms
| Land/Region                  | Auszeichnungen für Musikverkäufe (Land/Region, Auszeichnung, Verkäufe) | Verkäufe |
| ---------------------------- | ---------------------------------------------------------------------- | -------- |
| Australien (ARIA)            | Platin                                                                 | 70.000   |
| Vereinigtes Königreich (BPI) | Silber                                                                 | 200.000  |
| Insgesamt                    | 1× Silber · 1× Platin ·                                                | 270.000  |

### I’ll Sleep When I’m Dead
| Land/Region       | Auszeichnungen für Musikverkäufe (Land/Region, Auszeichnung, Verkäufe) | Verkäufe |
| ----------------- | ---------------------------------------------------------------------- | -------- |
| Australien (ARIA) | Gold                                                                   | 35.000   |
| Insgesamt         | 1× Gold ·                                                              | 35.000   |

### Always
| Land/Region                  | Auszeichnungen für Musikverkäufe (Land/Region, Auszeichnung, Verkäufe) | Verkäufe  |
| ---------------------------- | ---------------------------------------------------------------------- | --------- |
| Australien (ARIA)            | 5× Platin                                                              | 350.000   |
| Brasilien (PMB)              | Diamant                                                                | 250.000   |
| Italien (FIMI)               | Platin                                                                 | 100.000   |
| Neuseeland (RMNZ)            | Platin                                                                 | 30.000    |
| Niederlande (NVPI)           | Gold                                                                   | 50.000    |
| Österreich (IFPI)            | Gold                                                                   | 25.000    |
| Russland (NFPF)              | Gold                                                                   | 100.000   |
| Schweden (IFPI)              | Gold                                                                   | 25.000    |
| Schweiz (IFPI)               | Gold                                                                   | 25.000    |
| Spanien (Promusicae)         | Platin                                                                 | 60.000    |
| Vereinigte Staaten (RIAA)    | Platin (Physisch) · + Gold (Digital)                                   | 1.500.000 |
| Vereinigtes Königreich (BPI) | 2× Platin                                                              | 1.200.000 |
| Insgesamt                    | 6× Gold · 11× Platin · 1× Diamant ·                                    | 3.715.000 |

### This Ain’t a Love Song
| Land/Region       | Auszeichnungen für Musikverkäufe (Land/Region, Auszeichnung, Verkäufe) | Verkäufe |
| ----------------- | ---------------------------------------------------------------------- | -------- |
| Australien (ARIA) | Gold                                                                   | 35.000   |
| Insgesamt         | 1× Gold ·                                                              | 35.000   |

### Something For The Pain
| Land/Region       | Auszeichnungen für Musikverkäufe (Land/Region, Auszeichnung, Verkäufe) | Verkäufe |
| ----------------- | ---------------------------------------------------------------------- | -------- |
| Australien (ARIA) | Gold                                                                   | 35.000   |
| Insgesamt         | 1× Gold ·                                                              | 35.000   |

### Lie To Me
| Land/Region       | Auszeichnungen für Musikverkäufe (Land/Region, Auszeichnung, Verkäufe) | Verkäufe |
| ----------------- | ---------------------------------------------------------------------- | -------- |
| Australien (ARIA) | Gold                                                                   | 35.000   |
| Insgesamt         | 1× Gold ·                                                              | 35.000   |

### It’s My Life
| Land/Region                  | Auszeichnungen für Musikverkäufe (Land/Region, Auszeichnung, Verkäufe) | Verkäufe  |
| ---------------------------- | ---------------------------------------------------------------------- | --------- |
| Australien (ARIA)            | 6× Platin                                                              | 420.000   |
| Belgien (BRMA)               | Platin                                                                 | 50.000    |
| Brasilien (PMB)              | Gold                                                                   | 30.000    |
| Dänemark (IFPI)              | Platin                                                                 | 90.000    |
| Deutschland (BVMI)           | Platin                                                                 | 500.000   |
| Frankreich (SNEP)            | Silber                                                                 | 125.000   |
| Italien (FIMI)               | Platin                                                                 | 50.000    |
| Japan (RIAJ)                 | Gold (Downloads) · + Gold (Mobile Downloads)                           | 200.000   |
| Neuseeland (RMNZ)            | 2× Platin                                                              | 60.000    |
| Niederlande (NVPI)           | Gold                                                                   | 40.000    |
| Österreich (IFPI)            | Platin                                                                 | 50.000    |
| Schweden (IFPI)              | Platin                                                                 | 30.000    |
| Schweiz (IFPI)               | Platin                                                                 | 50.000    |
| Spanien (Promusicae)         | 2× Platin                                                              | 120.000   |
| Vereinigte Staaten (RIAA)    | 3× Platin                                                              | 3.000.000 |
| Vereinigtes Königreich (BPI) | 2× Platin                                                              | 1.200.000 |
| Insgesamt                    | 1× Silber · 4× Gold · 22× Platin ·                                     | 6.015.000 |

### Say It Isn’t So
| Land/Region       | Auszeichnungen für Musikverkäufe (Land/Region, Auszeichnung, Verkäufe) | Verkäufe |
| ----------------- | ---------------------------------------------------------------------- | -------- |
| Australien (ARIA) | Gold                                                                   | 35.000   |
| Insgesamt         | 1× Gold ·                                                              | 35.000   |

### Thank You For Loving Me
| Land/Region       | Auszeichnungen für Musikverkäufe (Land/Region, Auszeichnung, Verkäufe) | Verkäufe |
| ----------------- | ---------------------------------------------------------------------- | -------- |
| Australien (ARIA) | Gold                                                                   | 35.000   |
| Insgesamt         | 1× Gold ·                                                              | 35.000   |

### Everyday
| Land/Region       | Auszeichnungen für Musikverkäufe (Land/Region, Auszeichnung, Verkäufe) | Verkäufe |
| ----------------- | ---------------------------------------------------------------------- | -------- |
| Australien (ARIA) | Gold                                                                   | 35.000   |
| Insgesamt         | 1× Gold ·                                                              | 35.000   |

### Misunderstood
| Land/Region     | Auszeichnungen für Musikverkäufe (Land/Region, Auszeichnung, Verkäufe) | Verkäufe |
| --------------- | ---------------------------------------------------------------------- | -------- |
| Brasilien (PMB) | Gold                                                                   | 30.000   |
| Insgesamt       | 1× Gold ·                                                              | 30.000   |

### Have a Nice Day
| Land/Region               | Auszeichnungen für Musikverkäufe (Land/Region, Auszeichnung, Verkäufe) | Verkäufe |
| ------------------------- | ---------------------------------------------------------------------- | -------- |
| Australien (ARIA)         | Platin                                                                 | 70.000   |
| Vereinigte Staaten (RIAA) | Gold                                                                   | 500.000  |
| Insgesamt                 | 1× Gold · 1× Platin ·                                                  | 570.000  |

### (You Want to) Make a Memory
| Land/Region               | Auszeichnungen für Musikverkäufe (Land/Region, Auszeichnung, Verkäufe) | Verkäufe |
| ------------------------- | ---------------------------------------------------------------------- | -------- |
| Vereinigte Staaten (RIAA) | Gold                                                                   | 500.000  |
| Insgesamt                 | 1× Gold ·                                                              | 500.000  |

### We Weren’t Born to Follow
| Land/Region       | Auszeichnungen für Musikverkäufe (Land/Region, Auszeichnung, Verkäufe) | Verkäufe |
| ----------------- | ---------------------------------------------------------------------- | -------- |
| Australien (ARIA) | Gold                                                                   | 35.000   |
| Insgesamt         | 1× Gold ·                                                              | 35.000   |

### Because We Can
| Land/Region     | Auszeichnungen für Musikverkäufe (Land/Region, Auszeichnung, Verkäufe) | Verkäufe |
| --------------- | ---------------------------------------------------------------------- | -------- |
| Brasilien (PMB) | Gold                                                                   | 30.000   |
| Insgesamt       | 1× Gold ·                                                              | 30.000   |

## Auszeichnungen nach Videoalben

### Breakout: Video Singles
| Land/Region               | Auszeichnungen für Musikverkäufe (Land/Region, Auszeichnung, Verkäufe) | Verkäufe |
| ------------------------- | ---------------------------------------------------------------------- | -------- |
| Vereinigte Staaten (RIAA) | Platin                                                                 | 100.000  |
| Insgesamt                 | 1× Platin ·                                                            | 100.000  |

### Slippery When Wet: The Videos
| Land/Region               | Auszeichnungen für Musikverkäufe (Land/Region, Auszeichnung, Verkäufe) | Verkäufe |
| ------------------------- | ---------------------------------------------------------------------- | -------- |
| Kanada (MC)               | Platin                                                                 | 10.000   |
| Vereinigte Staaten (RIAA) | 2× Platin                                                              | 200.000  |
| Insgesamt                 | 3× Platin ·                                                            | 210.000  |

### New Jersey: The Videos
| Land/Region               | Auszeichnungen für Musikverkäufe (Land/Region, Auszeichnung, Verkäufe) | Verkäufe |
| ------------------------- | ---------------------------------------------------------------------- | -------- |
| Australien (ARIA)         | Platin                                                                 | 15.000   |
| Kanada (MC)               | Gold                                                                   | 5.000    |
| Vereinigte Staaten (RIAA) | Platin                                                                 | 100.000  |
| Insgesamt                 | 1× Gold · 2× Platin ·                                                  | 120.000  |

### Access All Areas: A Rock & Roll Odyssey
| Land/Region               | Auszeichnungen für Musikverkäufe (Land/Region, Auszeichnung, Verkäufe) | Verkäufe |
| ------------------------- | ---------------------------------------------------------------------- | -------- |
| Vereinigte Staaten (RIAA) | Gold                                                                   | 50.000   |
| Insgesamt                 | 1× Gold ·                                                              | 50.000   |

### Keep the Faith: The Videos
| Land/Region               | Auszeichnungen für Musikverkäufe (Land/Region, Auszeichnung, Verkäufe) | Verkäufe |
| ------------------------- | ---------------------------------------------------------------------- | -------- |
| Vereinigte Staaten (RIAA) | Gold                                                                   | 50.000   |
| Insgesamt                 | 1× Gold ·                                                              | 50.000   |

### Cross Road: The Videos
| Land/Region                  | Auszeichnungen für Musikverkäufe (Land/Region, Auszeichnung, Verkäufe) | Verkäufe |
| ---------------------------- | ---------------------------------------------------------------------- | -------- |
| Vereinigte Staaten (RIAA)    | Gold                                                                   | 50.000   |
| Vereinigtes Königreich (BPI) | 2× Platin                                                              | 100.000  |
| Insgesamt                    | 1× Gold · 2× Platin ·                                                  | 150.000  |

### Live from London
| Land/Region                  | Auszeichnungen für Musikverkäufe (Land/Region, Auszeichnung, Verkäufe) | Verkäufe |
| ---------------------------- | ---------------------------------------------------------------------- | -------- |
| Argentinien (CAPIF)          | Platin                                                                 | 8.000    |
| Brasilien (PMB)              | Gold                                                                   | 25.000   |
| Vereinigte Staaten (RIAA)    | Gold                                                                   | 50.000   |
| Vereinigtes Königreich (BPI) | 2× Platin                                                              | 100.000  |
| Insgesamt                    | 2× Gold · 3× Platin ·                                                  | 133.000  |

### The Crush Tour
| Land/Region                  | Auszeichnungen für Musikverkäufe (Land/Region, Auszeichnung, Verkäufe) | Verkäufe |
| ---------------------------- | ---------------------------------------------------------------------- | -------- |
| Australien (ARIA)            | Platin                                                                 | 15.000   |
| Brasilien (PMB)              | Gold                                                                   | 25.000   |
| Neuseeland (RMNZ)            | Platin                                                                 | 5.000    |
| Vereinigte Staaten (RIAA)    | Platin                                                                 | 100.000  |
| Vereinigtes Königreich (BPI) | 2× Platin                                                              | 100.000  |
| Insgesamt                    | 1× Gold · 5× Platin ·                                                  | 245.000  |

### This Left Feels Right
| Land/Region                  | Auszeichnungen für Musikverkäufe (Land/Region, Auszeichnung, Verkäufe) | Verkäufe |
| ---------------------------- | ---------------------------------------------------------------------- | -------- |
| Australien (ARIA)            | Gold                                                                   | 7.500    |
| Brasilien (PMB)              | Gold                                                                   | 15.000   |
| Portugal (AFP)               | Silber                                                                 | 2.000    |
| Vereinigtes Königreich (BPI) | Platin                                                                 | 50.000   |
| Insgesamt                    | 1× Silber · 2× Gold · 1× Platin ·                                      | 74.500   |

### Lost Highway: The Concert
| Land/Region                  | Auszeichnungen für Musikverkäufe (Land/Region, Auszeichnung, Verkäufe) | Verkäufe |
| ---------------------------- | ---------------------------------------------------------------------- | -------- |
| Australien (ARIA)            | Platin                                                                 | 15.000   |
| Kanada (MC)                  | 5× Platin                                                              | 50.000   |
| Neuseeland (RMNZ)            | Gold                                                                   | 2.500    |
| Vereinigte Staaten (RIAA)    | Platin                                                                 | 100.000  |
| Vereinigtes Königreich (BPI) | Gold                                                                   | 25.000   |
| Insgesamt                    | 2× Gold · 7× Platin ·                                                  | 192.500  |

### Live at Madison Square Garden
| Land/Region                  | Auszeichnungen für Musikverkäufe (Land/Region, Auszeichnung, Verkäufe) | Verkäufe |
| ---------------------------- | ---------------------------------------------------------------------- | -------- |
| Australien (ARIA)            | Platin                                                                 | 15.000   |
| Vereinigtes Königreich (BPI) | Gold                                                                   | 25.000   |
| Insgesamt                    | 1× Gold · 1× Platin ·                                                  | 40.000   |

### Greatest Hits: The Ultimate Video Collection
| Land/Region       | Auszeichnungen für Musikverkäufe (Land/Region, Auszeichnung, Verkäufe) | Verkäufe |
| ----------------- | ---------------------------------------------------------------------- | -------- |
| Australien (ARIA) | 2× Platin                                                              | 30.000   |
| Brasilien (PMB)   | Gold                                                                   | 15.000   |
| Neuseeland (RMNZ) | Platin                                                                 | 5.000    |
| Insgesamt         | 1× Gold · 3× Platin ·                                                  | 35.000   |

## Statistik und Quellen
| Land/RegionAuszeichnungen für Musikverkäufe (Land/Region, Auszeichnungen, Verkäufe, Quellen) | Silber       | Gold         | Platin         | Diamant     | Verkäufe     | Quellen |
| -------------------------------------------------------------------------------------------- | ------------ | ------------ | -------------- | ----------- | ------------ | --- |
| Argentinien (CAPIF)                                                                          | —            | 3× Gold3     | 6× Platin6     | —           | 280.000      | capif.org.ar (Memento vom 6. Juli 2011 im Internet Archive) AR2 (Memento vom 31. Mai 2011 im Internet Archive) |
| Australien (ARIA)                                                                            | —            | 16× Gold16   | 80× Platin80   | —           | 5.802.500    | aria.com.au |
| Belgien (BRMA)                                                                               | —            | 4× Gold4     | 5× Platin5     | —           | 340.000      | ultratop.be |
| Brasilien (PMB)                                                                              | —            | 14× Gold14   | 2× Platin2     | Diamant1    | 970.000      | pro-musicabr.org.br                                                                                            |
| Dänemark (IFPI)                                                                              | —            | 3× Gold3     | 4× Platin4     | —           | 315.000      | ifpi.dk |
| Deutschland (BVMI)                                                                           | —            | 8× Gold8     | 14× Platin14   | —           | 6.850.000    | musikindustrie.de                                                                                              |
| Europa (IFPI)                                                                                | —            | —            | 19× Platin19   | —           | (19.000.000) | ifpi.org (Memento vom 1. Januar 2014 im Internet Archive)                                                      |
| Finnland (IFPI)                                                                              | —            | 2× Gold2     | 6× Platin6     | —           | 422.500      | ifpi.fi |
| Frankreich (SNEP)                                                                            | Silber1      | 4× Gold4     | Platin1        | —           | 700.000      | infodisc.fr |
| Griechenland (IFPI)                                                                          | —            | Gold1        | —              | —           | 10.000       | Einzelnachweise                                                                                                |
| Hongkong (IFPI/HKRIA)                                                                        | —            | 2× Gold2     | 3× Platin3     | —           | 80.000       | ifpihk.org |
| Indien (IMI)                                                                                 | —            | —            | Platin1        | —           | 20.000       | Einzelnachweise                                                                                                |
| Indonesien (ASIRI)                                                                           | —            | Gold1        | 3× Platin3     | —           | 70.000       | Einzelnachweise                                                                                                |
| Irland (IRMA)                                                                                | —            | 2× Gold2     | 4× Platin4     | —           | 75.000       | irishcharts.ie                                                                                                 |
| Italien (FIMI)                                                                               | —            | 2× Gold2     | 16× Platin16   | —           | 1.615.000    | fimi.it |
| Japan (RIAJ)                                                                                 | —            | 6× Gold6     | 13× Platin13   | Diamant1    | 4.300.000    | riaj.or.jp JP2                                                                                                 |
| Kanada (MC)                                                                                  | —            | 7× Gold7     | 28× Platin28   | 2× Diamant2 | 4.485.000    | musiccanada.com                                                                                                |
| Malaysia (RIM)                                                                               | —            | —            | Platin1        | —           | 100.000      | Einzelnachweise                                                                                                |
| Mexiko (AMPROFON)                                                                            | —            | Gold1        | 2× Platin2     | —           | 275.000      | amprofon.com.mx                                                                                                |
| Neuseeland (RMNZ)                                                                            | —            | 6× Gold6     | 34× Platin34   | —           | 830.000      | aotearoamusiccharts.co.nz NZ2 (Memento vom 24. Juli 2011 im Internet Archive) NZ3 NZ4                          |
| Niederlande (NVPI)                                                                           | —            | 3× Gold3     | 6× Platin6     | —           | 710.000      | nvpi.nl |
| Norwegen (IFPI)                                                                              | —            | 3× Gold3     | —              | —           | 95.000       | Einzelnachweise                                                                                                |
| Österreich (IFPI)                                                                            | —            | 6× Gold6     | 13× Platin13   | —           | 675.000      | ifpi.at |
| Philippinen (PARI)                                                                           | —            | Gold1        | —              | —           | 20.000       | Einzelnachweise                                                                                                |
| Polen (ZPAV)                                                                                 | —            | 3× Gold3     | —              | —           | 110.000      | olis.pl |
| Portugal (AFP)                                                                               | Silber1      | Gold1        | 7× Platin7     | —           | 152.000      | Einzelnachweise                                                                                                |
| Russland (NFPF)                                                                              | —            | 2× Gold2     | —              | —           | 110.000      | 2m-online.ru                                                                                                   |
| Schweden (IFPI)                                                                              | —            | 3× Gold3     | 5× Platin5     | —           | 475.000      | sverigetopplistan.se SE2                                                                                       |
| Schweiz (IFPI)                                                                               | —            | 6× Gold6     | 20× Platin20   | —           | 1.200.000    | hitparade.ch                                                                                                   |
| Singapur (RIAS)                                                                              | —            | Gold1        | Platin1        | —           | 20.000       | rias.org.sg |
| Spanien (Promusicae)                                                                         | —            | 6× Gold6     | 20× Platin20   | —           | 1.920.000    | elportaldemusica.es ES2 ES3                                                                                    |
| Südafrika (RISA)                                                                             | —            | —            | Platin1        | —           | 50.000       | Einzelnachweise                                                                                                |
| Südkorea (KMCA)                                                                              | —            | —            | 3× Platin3     | —           | 90.000       | Einzelnachweise                                                                                                |
| Taiwan (RIT)                                                                                 | —            | —            | 3× Platin3     | —           | 150.000      | Einzelnachweise                                                                                                |
| Thailand (TECA)                                                                              | —            | —            | Platin1        | —           | 50.000       | Einzelnachweise                                                                                                |
| Tschechien (IFPI)                                                                            | —            | Gold1        | —              | —           | 25.000       | Einzelnachweise                                                                                                |
| Türkei (Mü-YAP)                                                                              | —            | —            | Platin1        | —           | 30.000       | Einzelnachweise                                                                                                |
| Ungarn (MAHASZ)                                                                              | —            | 4× Gold4     | —              | —           | 56.000       | slagerlistak.hu                                                                                                |
| Uruguay (CUD)                                                                                | —            | Gold1        | —              | —           | 3.000        | Einzelnachweise                                                                                                |
| Vereinigte Staaten (RIAA)                                                                    | —            | 11× Gold11   | 51× Platin51   | 2× Diamant2 | 69.400.000   | riaa.com |
| Vereinigtes Königreich (BPI)                                                                 | 9× Silber9   | 7× Gold7     | 39× Platin39   | —           | 15.490.000   | bpi.co.uk |
| Insgesamt                                                                                    | 11× Silber11 | 141× Gold141 | 413× Platin413 | 6× Diamant6 |              | |